# Andreas Gedin

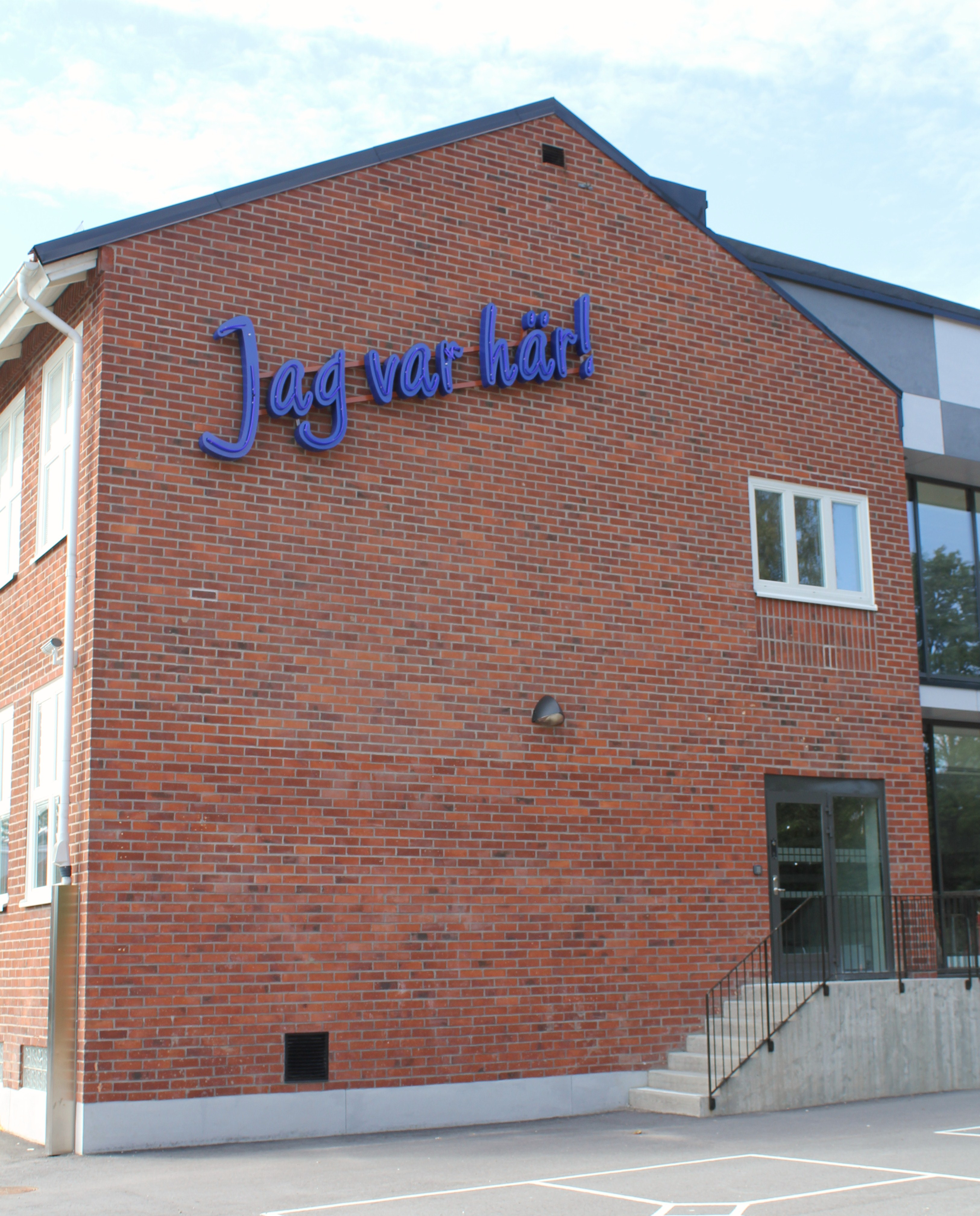
Jag var här! Malmsjö skola, (2011).

Ivan Georg Andreas Gedin, född 16 september 1958, är en svensk konstnär, kurator (konst) och författare. Han är son till bokförläggaren Per I. Gedin och författaren Birgitta Gedin.
Andreas Gedin utbildade sig på Medborgarskolans målarskola 1981–1983 och litteraturvetenskap och filosofi vid Stockholms universitet med en kandidatexamen 1987. Redaktör för Moderna Museets vänförenings tidskrift, M, 1997-2003. Han bedrev doktorandstudier inom fri konst på Konsthögskolan Valand på Göteborgs universitet från 2006 och disputerade där 2011 och utsågs till oavlönad docent vid Akademi Valand 2019. Han har senare varit gästlärare på bland annat Konstfack.
Han debuterade 1992 på Galleri Svenska Bilder i Stockholm och har sedan dess regelbundet ställt ut nationellt och internationellt och är bland annat representerad på Moderna Museet, Stockholm, Hasselblad center, Malmö konstmuseum och Göteborgs konstmuseum.

## Offentlig konst
- Jag var här!, ett utomhusklassrum  och neonskylt, 2011, Malmsjö skola i Botkyrka kommun